# أكاديمية الشروق
أكاديمية الشروق هي من المعاهد العالية الخاصة المصرية وفقا لقانون تنظيم المعاهد العالية الخاصة ومعادلة من قبل المجلس الأعلى للجامعات وفقا لقانون تنظيم الجامعات مما يتيح التسجيل بالدراسات العليا (ماجستير/ دكتوراة) بالجامعات الحكومية والحاصلة على شهادة الاعتماد وفقا لقانون الهيئة القومية لضمان جودة التعليم والاعتماد، وقد أنشئت عام 1995، وتتضمن تخصصات هندسة وحاسبات ونظم المعلومات وإعلام ونظم معلومات ادارية ومحاسبة.

## مقرات الأكاديمية
- المقر الرئيسي، يتضمن:
  - المعهد العالي للهندسة بمدينة الشروق.
  - المعهد العالي للحاسبات وتكنولوجيا المعلومات بمدينة الشروق.
- المقر الفرعي، يتضمن:
  - المعهد الدولي العالي للإعلام بمدينة الشروق.[4]

## المعاهد

### المعهد العالي للهندسة بمدينة الشروق
أنشئ بتاريخ 22 نوفمبر 1995. وهو أفضل معهد هندسي في مصر.
لغة الدراسة بالمعهد هي اللغة الإنجليزية، ومدة الدراسة بالمعهد 5 سنوات دراسية للحصول على درجة البكالوريوس في الهندسة والتسجيل في القسم في الفرقة الأولى بعد الفرقة الإعدادية.
حيث يمنح الخريج شهادة الدرجة العلمية (بكالوريوس) من الإدارة المركزية للتعليم الخاص بوزارة التعليم العالي والبحث العلمي وذلك بعد قرار إعتماد نتيجة امتحانات الفرق النهائية من وزير التعليم العالى والبحث العلمى
ويمنح الخريج أيضا قرار معادلة الدرجة العلمية (بكالوريوس) من المجلس الأعلى للجامعات
ويمنح الخريج أيضا قرار الاعتماد من الهيئة القومية لضمان جودة التعليم والاعتماد.

#### الأقسام
- قسم هندسة الاتصالات والحاسبات (شعبة الحاسبات والتحكم/ شعبة الالكترونيات والاتصالات).
- قسم هندسة القوى والآلات الكهربية.
- قسم هندسة كيميائية.
- قسم هندسة حيوية طبية ومنظومات.
- قسم هندسة مدنية.
- قسم هندسة معمارية.[18][19]

### المعهد العالي للحاسبات وتكنولوجيا المعلومات بمدينة الشروق
أنشئ بتاريخ 9 يونيو 2001.
لغة الدراسة بالمعهد هي اللغة الإنجليزية لقسم حاسبات ونظم المعلومات واللغة العربية والإنجليزية لقسم نظم معلومات إدارية واللغة العربية لقسم محاسبة.
مدة الدراسة بالمعهد 4 سنوات دراسية للحصول على درجة البكالوريوس في الحاسبات ونظم المعلومات المعادل ببكالوريوس حاسبات ومعلومات تخصص علوم الحاسب ودرجة البكالوريوس في نظم المعلومات الادارية أو المحاسبة المعادل ببكالوريوس تجارة تخصص نظم المعلومات الادارية أو المحاسبة والتسجيل في القسم في الفرقة الأولى.
حيث يمنح الخريج شهادة الدرجة العلمية (بكالوريوس) من الإدارة المركزية للتعليم الخاص بوزارة التعليم العالي والبحث العلمي وذلك بعد قرار إعتماد نتيجة امتحانات الفرق النهائية من وزير التعليم العالى والبحث العلمى
ويمنح الخريج أيضا قرار معادلة الدرجة العلمية (بكالوريوس) من المجلس الأعلى للجامعات
ويمنح الخريج أيضا قرار الاعتماد من الهيئة القومية لضمان جودة التعليم والاعتماد.

#### الأقسام
- قسم حاسبات ونظم المعلومات.
- قسم نظم معلومات إدارية.
- قسم محاسبة.[20][21]

### المعهد الدولي العالي للإعلام بمدينة الشروق
أنشئ بتاريخ 9 يونيو 2009.
لغة الدراسة بالمعهد هي اللغة العربية. مدة الدراسة بالمعهد 4 سنوات دراسية للحصول على درجة البكالوريوس في الإعلام والتسجيل في القسم في الفرقة الثالثة.
حيث يمنح الخريج شهادة الدرجة العلمية (بكالوريوس) من الإدارة المركزية للتعليم الخاص بوزارة التعليم العالي والبحث العلمي وذلك بعد قرار إعتماد نتيجة امتحانات الفرق النهائية من وزير التعليم العالى والبحث العلمى
ويمنح الخريج أيضا قرار معادلة الدرجة العلمية (بكالوريوس) من المجلس الأعلى للجامعات.

#### الأقسام
- قسم صحافة.
- قسم إذاعة وتليفزيون.
- قسم علاقات عامة وإعلام.[22][23]

## إدارات
- وحدة الجودة.
- مركز التنمية المستدامة.
- شئون الخريجين.
- وحدة  إدارة الازمات والمخاطر.
- إدارة الأمن والخدمات.
- إدارة الشئون الإدارية.
- إدارة الشئون القانونية.
- إدارة الشئون المالية.
- إدارة الامتحانات.
- إدارة نظم المعلومات.
- إدارة المشتريات والمخازن.
- إدارة تداول المعلومات.
- إدارة رعاية الطلاب.
- إدارة المتابعة.
- إدارة العلاقات العامة.
- قسم الورش والصيانة.
- إدارة  النقل.
- إدارة المكتبات.
- وحدة البحث العلمي والدراسات العليا.
- وحدة دعم الطلاب.
- إدارة شئون الطلاب.
- إدارة خدمة المجتمع وشئون الخريجين.
- إدارة التدريب.
- إدارة الإسكان الطلابي.
- الإدارة الطبية.
- إدارة شئون المقر.[4]